# Феродо

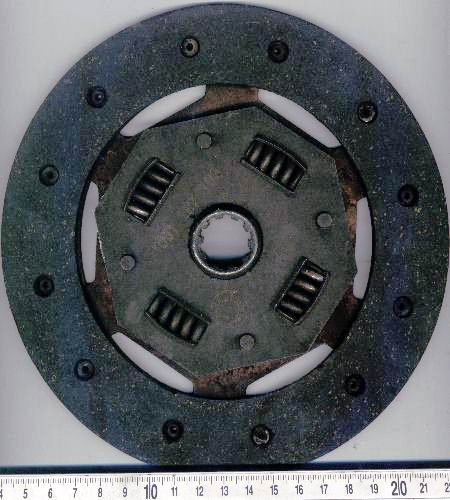
Автомобильный диск сцепления с приклёпанными кольцевыми накладками

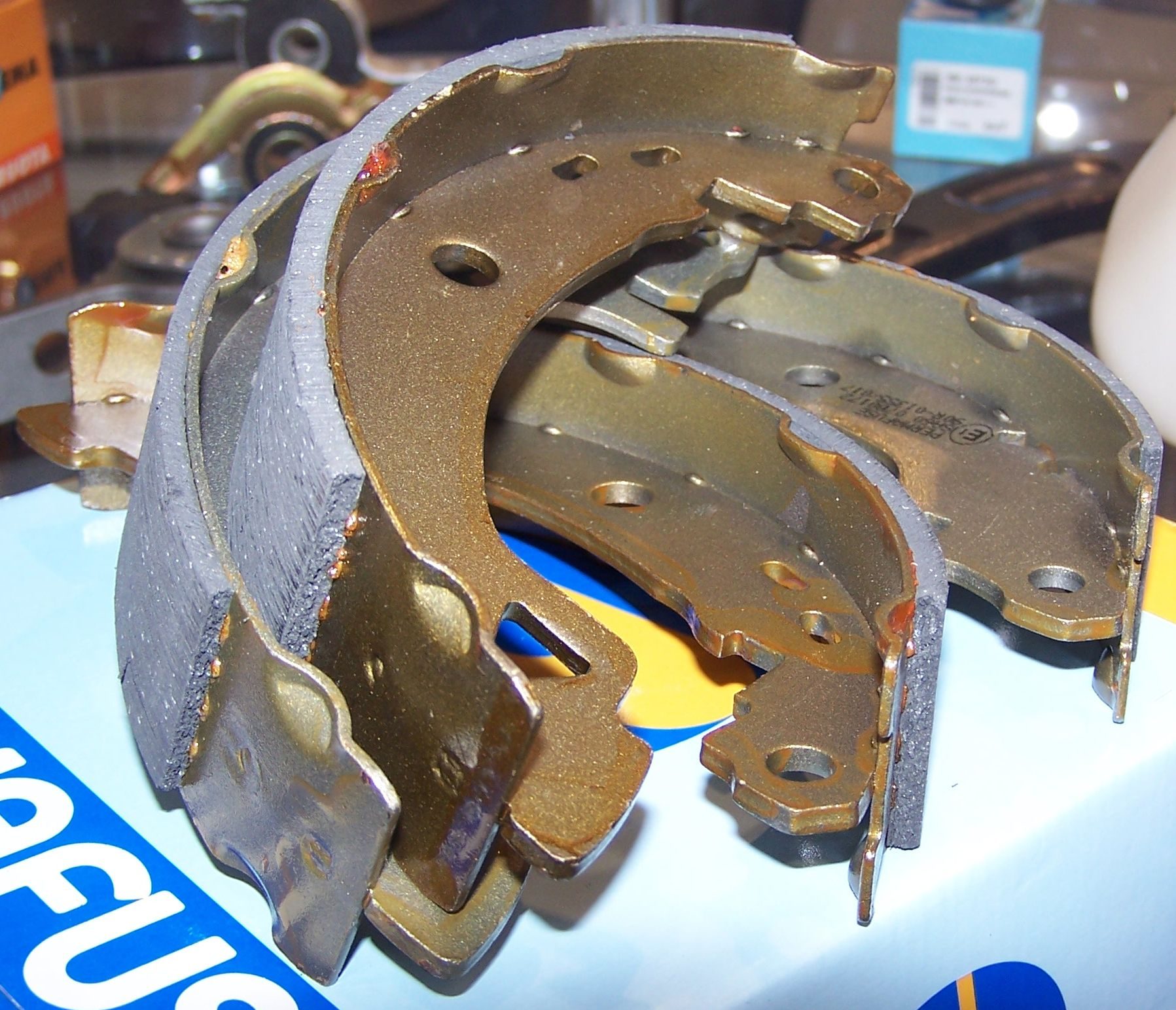
Тормозные колодки с приклеенными накладками

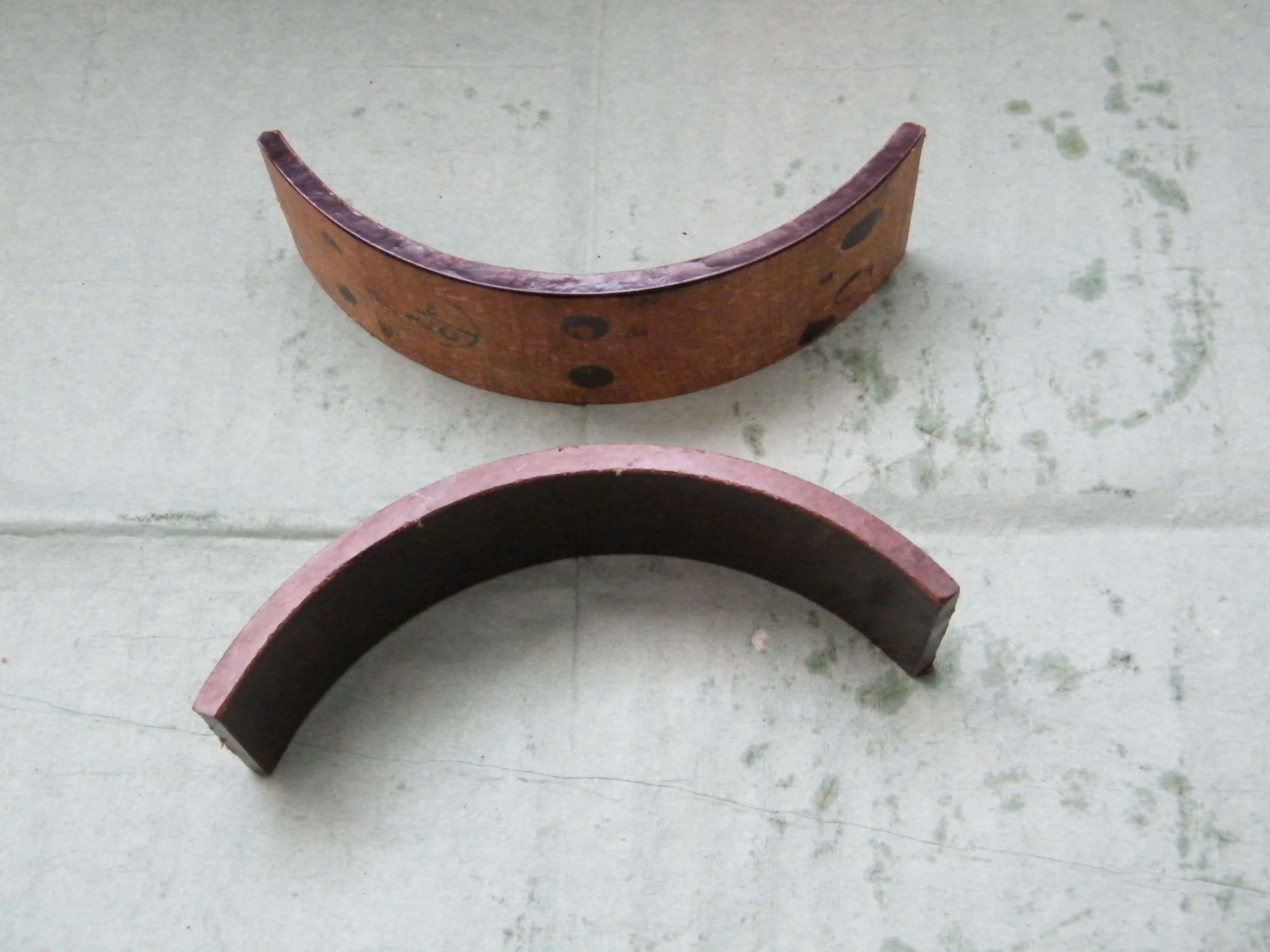
Тормозные накладки (барабанный механизм)

Феродо́ (англ. Ferodo) — название фрикционного термостойкого композитного материала на основе (изначально) асбестовых волокон и фенолформальдегидной смолы. Является зарегистрированным товарным знаком Federal-Mogul Corporation, однако в ряде советских источников и в русской разговорной речи часто используется как нарицательное.

## Описание
Материал представляет собой жёсткие шероховатые пластины цвета от коричневого до тёмно-серого, с просматривающейся волокнистой или мелкозернистой структурой. В состав входит термостойкий наполнитель и термореактивное органическое связующее, дополнительно могут вводиться армирующие волокна (органические, минеральные, стальные), абразивные добавки и вещества, повышающие коэффициент трения. Сохраняет работоспособность при температуре поверхности трения до нескольких сотен градусов Цельсия.

## Применение
Термостойкие композиты данного типа применяются в высоконагруженных фрикционных узлах — тормозах и муфтах сцепления транспортных средств, станочного и подъёмного оборудования и т. п. Как правило, вторым элементом трущейся пары является сталь или чугун. Сохранение эффективности при высокой температуре поверхностей трения объясняется тем, что в работе при частичном выгорании органического связующего на нагретой поверхности образуется плотный слой из неорганических наполнителя, абразива и фрикционных добавок, скреплённый продуктами коксования органики, сам по себе достаточно хрупкий, но стойкий к истиранию и препятствующий дальнейшему перегреву тела накладки. Нерабочая же поверхность накладки, как правило, плотно прилегающая к металлическому основанию, хорошо охлаждается и остаётся в необходимой степени упругой и прочной вплоть до полного износа детали. Абразивные добавки в материал служат для сохранения некоторой шероховатости металлического элемента трущейся пары (до известных пределов повышает трение, не сильно влияя на износ) и очищения его от загрязнений и продуктов разложения органики колодки.
К поверхности опорной детали фрикционного механизма (колодки, диска) накладка изначально приклёпывалась потайными заклёпками во многих точках, но в середине XX века для соединения композитов с металлом были разработаны достаточно термостойкие и прочные клеи, опять-таки на основе термореактивных смол.

## История
В 1897 году англичанин Герберт Фруд (Herbert Frood) начал поиски нового по составу и свойствам фрикционного материала. Основным сырьём изначально являлось хлопковое волокно — как в текстолите, но в итоге оно уступило место гораздо более термостойкому асбесту. В 1920-е годы компания Фруда, названная Ferodo, ltd., контролировала уже заметную часть профильного рынка Великобритании.
В начале XX века подобные материалы постепенно вытеснили из фрикционных узлов кожу и дерево, повсеместно использовавшиеся прежде и не дававшие увеличивать температуры и энергопоглощение во фрикционах и тормозах. Такая замена позволила создать эффективные устройства для стремительно развивавшихся автомобилей, самолётов и значительно усовершенствовать многие промышленные механизмы. Собственно торговая марка «Ferodo» существует до сих пор — среди многих других производителей материалов с аналогичными свойствами. Канцерогенный асбест и токсичный фенолформальдегид постепенно запрещаются к применению в большинстве стран и заменяются другими[какими?] аналогичными компонентами.